# Zeiss-Großplanetarium
Lo Zeiss-Großplanetarium è un planetario di Berlino, sito nel quartiere di Prenzlauer Berg.
Fu inaugurato nell'ottobre 1987, nell'ambito dei festeggiamenti per il 750º anniversario della fondazione della città.
È parte del complesso Ernst-Thälmann-Park, di cui costituisce l'estremità ovest, affacciata sulla Prenzlauer Allee.

## Tecnica
Al centro della sala di proiezione si trova il proiettore "Cosmorama", prodotto dall'industria ottica Carl Zeiss di Jena. La sala, dal diametro di 23 m, ha una capienza di 292 posti a sedere.
Vi è poi una sala cinematografica da 160 posti, in cui vengono proiettati film di fantascienza.
Ogni anno il planetario è visitato da 90.000 persone.